# Agent termic
Agentul termic este un fluid care participă la transmiterea căldurii servind ca intermediar la răcirea pe o parte a unui proces, transportul și stocarea energiei termice și încălzirea pe o altă parte a procesului. Agenții termici sunt utilizați în nenumărate aplicații și procese industriale care necesită încălzire sau răcire, de obicei într-un circuit închis și în cicluri continue. De exemplu, lichidul de răcire răcește un motor, în timp ce apa dintr-un sistem de încălzire cu apă încălzește radiatorul dintr-o cameră. Apa este cel mai frecvent agent termic datorită costului redus, capacității termice masice mari și proprietăților de transport favorabile. Intervalul de temperatură util este limitat însă de îngheț sub 0 °C și fierbere la temperaturi ridicate, în funcție de presiunea sistemului. Aditivii antigel pot atenua într-o oarecare măsură problema congelării. Mulți alți agenți termici au fost creați și utilizați într-o mare varietate de aplicații. Pentru temperaturi ridicate fluidele pe bază de uleiuri sau hidrocarburi sintetice sau silicon oferă o presiune de vapori mai mică. Săruri topite și metale topite pot fi utilizate pentru transmiterea și stocarea căldurii la temperaturi peste 300 până la 400 °C, unde fluidele organice încep să se descompună. Vaporii de apă și gaze precum azotul, argonul, heliul și hidrogenul au fost folosite ca agenți termici acolo unde lichidele nu sunt adecvate.